# Bahía de Pisco
La Bahía de Pisco es una de las más extensas y abrigadas de la costa del Perú, que constituye un entrante del océano Pacífico en el litoral septentrional del departamento de Ica. Se extiende al sur de la caleta Tambo de Mora y al norte de la península de Paracas, bañando las provincias de Pisco y Chincha. La bahía de Pisco comprende la bahía de Paracas en su extensión meridional; alcanzando una superficie de aproximadamente 575 km². Las islas Chincha y Ballestas e islotes Tres Marías, constituyen en cierta manera, el límite occidental de esta espaciosa bahía.
En la zona de influencia de la bahía de Pisco, además de los humedales de la parte Sur, hay un gran humedal dividido en tres sectores: Camacho, Agua Santa y Caucato, que albergan una importante población de aves residentes y de migración estacional de especies protegidas. 

## Descripción geográfica
La bahía se localiza entre los paralelos 13°27’14” y 13°51’58” de latitud sur, mide unos 45 km de longitud y más de 20 km de anchura. Presenta un borde costero de playas bajas de arena, con fondos de regular profundidad y tierras interiores sin promontorios ni cerros. Estas tierras están cultivadas en su mayor extensión hasta la playa San Andrés, a partir de la cual las tierras interiores continúan bajas, pero constituidas de un extenso arenal. Dentro de la bahía de Pisco se encuentran: la isla Blanca y las playas Barranquita, San Andrés, La Palmilla, Lobería y Santa Elena.
En esta bahía van a desembocar los ríos Pisco, San Juan y Chico, cuyas aguas influyen en este entrante marítimo bajando el porcentaje de salinidad. Esto sucede principalmente en los meses de verano, cuando se presentan las máximas descargas. Durante el invierno predominan aguas relativamente frías provenientes del sur del litoral peruano. 
En el mar de la bahía de Pisco la distribución de las corrientes marinas superficiales presentan direcciones variables, con predominancia en la dirección sur, frente a la desembocadura del río Pisco y punta Paracas. En las zonas donde la profundidad alcanza los 15 metros se presentan corrientes con dirección norte, y frente a la zona comprendida entre la Pampilla y playa Lobería la dirección es hacia el oeste.
Al oeste de la bahía se emplaza el puerto y la ciudad de Pisco. Otra localidad importante es San Andrés, dedicada a las actividades marítimas, principalmente a la pesca para consumo humano. Aproximadamente a un kilómetro hacia el sur de  San Andrés, cerca de la ribera, se encuentran las instalaciones de la planta de almacenamiento de petróleo y sus derivados, de la compañía Consorcio Terminales, al frente de la cual está el amarradero para los buques tanques.

## Diversidad biológica
La bahía de Pisco puede ser considerada a nivel mundial como una de las más ricas en diversidad biológica marina. La baja profundidad de la bahía, la frialdad de sus aguas, los afloramientos de aguas superficiales, la protección del espacio marino por la ribera de playa, península y cadena de islas, además de otros factores, le dan características muy especiales, que propician una rica productividad primaria (fitoplancton), que es la base de la cadena alimenticia (sopa de fitoplancton), aprovechada especialmente por especies filtradoras (mariscos) y peces herbívoros.
El mundo submarino de la bahía de Pisco muestra un impresionante paisaje y mucha vida, donde los peces e invertebrados son los grupos taxonómicos más representativos. Los invertebrados comerciales entre moluscos y crustáceos se encuentran  el choro (Aulacomya ater), almeja (Gari solida), cangrejo peludo (Cancer setosus), tumbao (Semele solida), cangrejo jaiva (Cancer porteri), concha navaja (Tagelus dombeii), cangrejo puñete (Hepatus chilensis), pata de mula (Trachycardium procerum), cangrejo violáceo (Platixanthus orbigny), caracol negro (Stramonita chocolate), etc. Los peces constituyen la principal fuente de pesca artesanal en la bahía, representada por 56 especies, de las cuales el pejerrey (Odontestes regia regia), lisa (Mugil cephalus), anchoveta (Engraulis ringens), cabinza (Isacia conceptionis) jurel (Trachurus picturatus murphyi), caballa (Scomber japonicus), sardina (Sardinops sagax sagax), mojarrilla (Stellifer minor), trambollo (Labrisomus philippii) y  bobo (Menticirrus ophicephalus), son las más abundantes. 
En la bahía de Pisco se han identificado 95 especies de aves, convirtiendo a esta zona en un ecosistema que brinda refugio, alimentación y lugar de reproducción a numerosas especies de aves, entre las que destacan el pelícano peruano (Pelecanus thagus), gaviota peruana (Larus belcheri), pardela sombría (Puffinus griseus), gaviota gris (Larus modestus), piquero peruano (Sula variegata), macá grande (Podiceps major), pato cuervo (Phalacrocorax olivaceus), playero blanco (Calidris alba), playerito semipalmado (Calidris pusilla), gaviotín elegante (Sterna elegans), chorlo ártico (Pluvialis squatarola), pata amarilla (Tringa melanoleuca), gaviota de franklin (Larus pipixcan), entre otras. 
Las especies de reptiles encontradas en la bahía de Pisco corresponden a dos grandes grupos taxonómicos: el de los saurios y el de los quelónidos. Los dos saurios son: el gekko (Phyllodactylus angustidigitus) y una lagartija (Microlophus peruvianus). En los quelónidos, las tortugas marinas potencialmente observables en la bahía son: la tortuga verde (Chelonia mydas), tortuga carey (Eretmochelys imbricata), tortuga pico de loro (Lepydochelis olivacea), tortuga cabezona (Caretta caretta) y tortuga dorso de cuero (Dermochelys coriacea).
Por otro lado, en el grupo de mamíferos marinos se han registrado 24 especies de cetáceos, dos especies de pinípedos (Arctophoca australis y Otaria flavescens) y, a través de la familia de los mustélidos, una especie de carnívoro, la nutria marina o chungungo (Lontra felina).